# Långlandet, Kimitoön
Långlandet är en ö i Finland. Den ligger i Skärgårdshavet eller Norra Östersjön och i kommunen Kimitoön i den ekonomiska regionen  Åboland i landskapet Egentliga Finland, i den sydvästra delen av landet. Ön ligger omkring 74 kilometer söder om Åbo och omkring 160 kilometer väster om Helsingfors.
Öns area är 4,7 hektar och dess största längd är 400 meter i sydväst-nordöstlig riktning. Ön höjer sig omkring 5 meter över havsytan.